# Odontocera monnei
Odontocera monnei là một loài bọ cánh cứng trong họ Cerambycidae.